# Stelarijum
Stellarium je slobodni softver - planetarijum za vaš računar. Prikazuje trodimenzionalno (3D) realno nebo kao što ga mi vidimo našim očima, kroz dvogled ili kroz teleskop. Koristi se u stvarnim planetarijumima.
Prikazuje zvezde, sazvežđa, planete i nebule. Ima mnoge mogućnosti uključujući panoramske pejzaže, maglu, simulaciju magle i svetlosnog zagađenja.
Dolazi sa katalogom zvezda sa oko 600.000 zvezda. Moguće je skinuti dodatni katalog sa 210 miliona zvezda.
Licenciran pod GNU uslovima. Dostupan je za Linux, Windows i Mac operativne sisteme. Koristi OpenGL da generiše realistične projekcije noćnog neba u stvarnom vremenu.
Softver je razvio francuski programer Fabien Chéreau u jesen 2001. godine.

## Spoljašnje veze
- Званични веб-сајт
- (језик: енглески) Programi otvorenog koda